# Leucania ignita
Leucania ignita là một loài bướm đêm trong họ Noctuidae.